# Горлівка (метеорит)
Го́рлівка — кам'яний метеорит-хондрит вагою 3568 грамів. За класифікацією метеоритів має петрологічний тип H3-4.
Упав 17 липня 1974 року в Горлівці; 48° 17' N 038° 05' E.
Падіння метеорита спостерігали жителі Горлівки: Гарага Валентина Герасимівна, геолог; Гончаров Володимир Васильович, геолог; Кишко Василь Григорович; Левченко Валентина Іванівна.
Збереглося 5 уламків метеорита. 3161 грам зберігається в Метеоритній колекції РАН.
Аналіз швидкості вступу метеорита в земну атмосферу і його атмосферної траєкторії показав, що у «Горлівки» орбіта була дуже маленькою і розташовувалася в околицях земної орбіти. Незважаючи на те що «Горлівка» не відноситься до вуглистих метеоритів — він дуже темний.

## Публікації
- журнал «Земля і Всесвіт», 1975, № 1, с. 35 — метеорит Горлівка